# ماگلیچ
ماگلیچ (سیریلیک صربی: Маглић) یک کوه در کشور بوسنی و هرزگوین و مرز میان این کشور با مونته‌نگرو است.این کوه با ۲٬۳۸۶ متر ارتفاع بلندترین کوه بوسنی و هرزگوین به‌شمار می‌آید.